# Rozsosza (przystanek kolejowy)
Rozsosza (ukr. Розсоша) – przystanek kolejowy w pobliżu miejscowości Wyszczi Wowkiwci i Rozsosza, w rejonie chmielnickim, w obwodzie chmielnickim, na Ukrainie. Położony jest na linii Chmielnicki – Kamieniec Podolski – Kelmieńce.